# Cipín
A Cipín (ejtsd: „kipín”) egy 2008-ban alakult, tradicionális és „kortárs tradicionális” ír zenét játszó magyar együttes.
Trióban muzsikálnak (furulya/fuvola – gitár/koncertina – bodhran), néha kiegészülve vendégmuzsikusokkal.
A zenekar az ír „népzene” Magyarországon kevéssé népszerű fajtáját műveli (nem kocsmazene, nem folk-punk). Repertoárjukban hagyományos és kortárs táncdallamok (jigek, reelek stb) szerepelnek. A zenekar fontosnak tartja az ír muzsika eme „élő népzenei” válfajának népszerűsítését Magyarországon. Tagjai aktív résztvevői, házigazdái a hazai session-életnek.
Jelentősebb fellépés: Kaláka Fesztivál 2008